# Флора (камуфляж)
«Флора» — распространённая расцветка камуфляжа российских военных.

## История
«Флора» в вооружённых силах Российской Федерации принят в 1998 году. Рисунок создаёт оптические иллюзии растворения силуэта как на близком, так и на большом расстоянии на фоне природы средней полосы России, не очень хорошо подходит для гор Кавказа. Из-за характерных полосок «Флору» прозвали «арбузным» камуфляжем, также известно обозначение ВСР-98, которое расшифровывается как вооружённые силы — расцветка 1998 года, это название пришло из книг Camouflage Uniforms of the Soviet Union and Russia от Dennis Desmond. Разработан в конце 1990-х годов, имеет некоторую схожесть с советской расцветкой «Бутан», «Барвиха» и американской «Тигровой». Общая цветовая гамма может варьироваться в широких пределах в зависимости от ткани, использованной фирмой-производителем.
«Флора» пришла на замену камуфляжу «Барвиха» — название ОКР, но официального названия не было, поэтому появились народные прозвища по типу «вертикалка», «берёзка», ВСР-93 и так далее. Название ВСР-93 пришло из книги Camouflage Uniforms of the Soviet Union and Russia от Dennis Desmond и фактически ошибочно, так как первые образцы датируемы 1985 годом, а знакомый всем вид принял в 1990 году, но массовое производство пошло в период 1991—1992 годах. Камуфляж «Барвиха» в свою очередь пришёл на смену своему предшественнику — «Бутан», также название ОКР и имеющий свои народные названия «дубок» и на западе известен как TTsKO (сокращение от tryokhtsvetnaya kamuflirovannaya odezdha, Three Colour Camouflage), по аналогии с пустынными камуфляжами США 80-х и 90-х. Рисунок издалека напоминает листву молодых берёзок и неплохо маскирует на луговых и степных фонах, но имеет несовременный дизайн. От ВСР-98 отличен тем, что камуфляжные полосы расположены вертикально. В настоящее время ВСР-93 в ВС России практически выведен из употребления.

### ЕМР
Сам ВСР-98 в рамках обновления облика вооружённых сил заменяется пиксельным камуфляжем — маскировочным рисунком «Тёмный» (в просторечии — «цифровая флора», «космос», «защита до упора», «цифра», «пикселька», «пиксель», «русская цифра» и т. п., в официальных документах иногда проходит под нейтральным названием «ЕМР» — единый маскировочный рисунок, однако встречается даже в официальных публикациях сленговое просторечное обозначение), разработанном в 15 ЦНИИИ Минобороны России.
Так как «Тёмный» изначально разрабатывался именно в качестве универсального рисунка, в зависимости от цветового решения он может быть приспособлен к самым различным видам местности (без изменения, собственно, рисунка). Помимо использования четырёх принципиально различных видов пятен в одном рисунке, каждый вид пятен не имеет чётко выраженной формы и ориентации, что позволяет применять рисунок с различными цветовыми решениями более универсально. В частности, маскировочный костюм в составе комплекта боевой индивидуальной экипировки «Ратник» выполнен с тем же маскировочным рисунком «Тёмный», приспособленным авторами рисунка по цветовому решению к двум вариантам: летнему для открытой местности и демисезонному для переходного периода и горной местности (маскировочный костюм имеет двустороннюю окраску). Таким образом, эта маскировочная окраска, пришедшая на смену «Флоре», является более универсальной (рисунок «Флоры», форма и взаимное расположение пятен изначально были рассчитаны прежде всего на маскировку в растительности, и даже цветовое решение, адаптированное под местность, не всегда могло компенсировать недостатки рисунка).

## Страны-эксплуатанты
- Россия: Являлся основным камуфляжем до прихода на смену ему расцветки «ЕМР».
- Белоруссия
- Казахстан: Ограниченное применение.
- Кыргызстан
- Украина: Ограниченно применялся до 2014 года.

## Галерея
- Солдаты в камуфляже «Флора»
- Слева — рядовые в камуфляже «Цифра»
- Российские военнослужащие в камуфляже «Барвиха»